# Jana Páleníčková
Jana Páleníčková (* 24. září 1974, Praha) je česká filmová a divadelní herečka a dabérka. Po několika filmových a divadelních rolích se stal těžištěm její práce dabing.

## Život a dílo
Narodila se 24. září 1974 v Praze. Její matka, herečka, Ava Páleníčková, rozená Linhartová, hrála v divadle v Hradci Králové. Po narození dcery se začala věnovat především úpravám dialogů pro dabing. Pobývala často v dabingových studiích, kam brala s sebou i svoji malou dceru.
Při dabování filmu o Hirošimě, potřebovali na jednu větu dětský hlas, který svěřili tříleté Janě Páleníčkové. To byla její první mluvená role. Mnohem větší rolí se stala v roce 1988 postava Gertie, kterou ztvárnila herečka Drew Barrymoreová v americkém sci-fi filmu E.T. - Mimozemšťan režiséra Stevena Spielberga.
Poté, co nebyla přijata na konzervatoř, začala studovat gymnázium s elektro–strojírenským zaměřením. V roce 1991 jí zemřela maminka a tak si přivydělávala jako servírka a zároveň ve volném čase pokračovala v práci dabérky.
Namluvila postavičku Chipa z amerického animovaného televizního seriálu Rychlá rota z produkce studia Walt Disney. Další postavou, kterou převedla do českého znění byla Dana Fosterová z amerického televizního seriálu Krok za krokem. S touto rolí se natolik sžila, že s její představitelkou, herečkou Staci Keanan, navázala korespondenční kontakt.
Hrála si též v několika českých filmech a nějaký čas účinkovala v divadelním souboru herce Petra Olivy. V letech 2004–2009, s přestávkami v zimních měsících, pracovala jako delegátka cestovní kanceláře na řeckém ostrově Kréta. Po návratu do Česka se znovu vrátila k práci v dabingu, na svém kontě má téměř dvě stě rolí namluvených do češtiny. Mezi herečky, kterým propůjčila svůj hlas v českém znění, patří například Renée Zellweger, Reese Witherspoonová, Christina Applegate a další.
Kromě cestování je její zálibou také tanec, zejména salsa, které se již delší dobu věnuje. Má tři děti, syna Marka a dcery Sofii Avu a Luisu Annu.
V roce 2018 se provdala za Milana Chymčáka.

### Filmové role
- 1979 Panelstory aneb Jak se rodí sídliště, režie: Věra Chytilová
- 1983 Hořký podzim s vůní manga (Bohunka), režie: Jiří Sequens
- 1985 Pohlaď kočce uši (Míša), režie: Josef Pinkava
- 1986 Cizím vstup povolen (Jana), režie: Josef Pinkava
- 1994 Princezna ze mlejna (Anička), režie: Zdeněk Troška

### Dabing (výběr)

#### TV seriály
- 1990–1991 Rychlá rota - Tress MacNeille (Chip)
- 1993 Ovocňáčci - Luisita Soler(Kumba)
- 1993–1994 Krok za krokem - Staci Keanan (Dana Foster)
- 1995 Ženatý se závazky, 1. a 2. série - Christina Applegate (Kelly Bundy)
- 1995–1996 Roseanne, 1.-3. série - Sara Gilbert (Darlene Conner)
- 2000 Příběhy Alfreda Hitchcocka, 4. série - Kathleen Laskey (Sandy)
- 2007 Čarodějky, 7. série - Charisma Carpenter (Kira)
- 2007 Kouzelníci z Waverly - Alex Rusoe
- 2007 Total Drama Island - Sarah Gadon (Beth)
- 2008 Ztraceni, 4. série - Marsha Thomason (Naomi Dorrit)
- 2009 Zorro: Meč a růže - Adriana Campos (Regina / Guadalupe), Marilyn Patiño (Catalina Quintana)
- 2010-2011 Šmoulové - (Sašetka)
- 2011-2013 Velkolepé století - Selma Ergeç (Hatice)

#### Filmy
- 1988 E.T. - Mimozemšťan – Drew Barrymoreová (Gertie)
- 1993 Pegy Sue se vdává – Sofia Coppola (Nancy Kelcher)
- 1996 Mnoho povyku pro nic – Kate Beckinsale (Hero)
- 1999 Zločin a trest – Julie Delpy (Soňa Marmeladova)
- 2000 Všechny moje lásky – Catherine Zeta-Jones (Charlie Nicholson)
- 2000 Já, mé druhé já a Irena – Renée Zellweger (Irene P. Waters)
- 2001 Jdi za svým srdcem – Natalie Portman (Novalee Nation)
- 2002 Amélie z Montmartru – Audrey Tautou (Amélie Poulain)
- 2002 Dobrodružství pirátů v zeleninové zemi
- 2003 Pianista – Jessica Kate Meyer (Halina)
- 2004 Harry Potter a Ohnivý pohár – Shirley Henderson (Ufňukaná Uršula)
- 2005 Jmenuju se Earl – Jaime Pressly (Joy Darvilleová)
- 2005 Návrat Claudine – Christina Applegate (Claudine Van Doozen)
- 2006 Prokletí – Christina Ricci (Ellie)
- 2007 Samotář Jim – Liv Tyler (Anika)
- 2008 Začít úplně jinak – Maggie Gyllenhaal (Emme Keeler)
- 2009 Útok lehké kavalerie – Vanessa Redgrave (Clarissa Morris)
- 2010 Opravdová blondýnka – Daryl Hannah (Kelly)
- 2011 Horká noc, hořké ráno – Amanda Peet (Jane Bannister)
- 2012 Total Recall – Kate Beckinsale (Lori Quaid)
- 2013 Terapie láskou – Julia Stiles (Veronica)
- 2015 SpongeBob: Houba na suchu (Sandy Veverka)